# Lorenz Hilkes
Lorenz Hilkes (* 31. August 1950 in Amern) ist ein ehemaliger deutscher Fußballspieler. Der Angreifer hat für die Vereine Borussia Mönchengladbach und den VfB Stuttgart in der Bundesligasaison 1974/75 insgesamt 13 Ligaspiele absolviert und ein Tor erzielt. In der 2. Fußball-Bundesliga wird er beim VfB Stuttgart und der SpVgg Fürth in den Runden 1975/76 und 1976/77 mit 62 Ligaeinsätzen mit 21 Toren gelistet. Danach war er zwei Runden in den Niederlanden bei Venlose VV aktiv, wo er es auf 52 Ligaeinsätze mit 15 Toren brachte. Danach folgten noch Stationen in den Vereinigten Staaten.

## Karriere

### Borussia Mönchengladbach
Hilkes begann 1973 seine Profikarriere beim Bundesligisten Borussia Mönchengladbach, nachdem er über die Amateurmannschaften des FC Bayern München, SC Waldniel und 1. FC Viersen an den „Bökelberg“ gekommen war. Zu Beginn der Saison 1974/75 bestritt er vom 24. August bis 12. Oktober 1974 fünf Bundesligaspiele und am 18. September 1974, bei der 1:2-Erstrunden-Hinspielniederlage beim SSW Innsbruck, ein Spiel im UEFA-Pokal-Wettbewerb. Mit diesen Einsätzen hatte er sowohl Anteil an der Deutschen Meisterschaft, als auch am Gewinn des UEFA-Pokals nach Hin- und Rückspiel gegen den FC Twente Enschede.

### VfB Stuttgart und SpVgg Fürth
Noch vor Ablauf der Bundesliga-Hinrunde wechselte er zum abstiegsgefährdeten VfB Stuttgart, zu dem auch der zuvor beim FC Bayern München spielende Erwin Hadewicz, kam. Beide gaben gemeinsam am 30. November 1974 (15. Spieltag) bei der 0:6-Niederlage im Auswärtsspiel gegen den 1. FC Kaiserslautern ihren Einstand; für Hilkes war es das erste von nur acht Punktspielen für die Schwaben. Trainer Hermann Eppenhoff wurde nach dieser Niederlage in Stuttgart entlassen; ihm folgte am 14. Dezember 1974 Albert Sing nach. Am Saisonende stieg der VfB in die 2. Bundesliga ab. In dieser absolvierte Hilkes 1975/76 unter Trainer István Sztani vom siebten bis zum zehnten Spieltag nur vier Bundesligaspiele und wechselte in der laufenden Saison zum Ligakonkurrenten SpVgg Fürth. Am Ronhof debütierte er in der „Kleeblattelf“ am 25. Oktober 1975 (12. Spieltag) beim 2:0-Sieg im Heimspiel gegen den SSV Jahn Regensburg. In der Mannschaft von Trainer Hans Cieslarczyk und an der Seite der Leistungsträger Peter Löwer und Bernhard Bergmann erzielte er in der Saison 1976/77 14 Tore in 35 Punktspielen und führte damit die Torschützenliste der Fürther an. In der 2. Hauptrunde des DFB-Pokal-Wettbewerbs gelangen ihm am 19. Oktober 1975 beim 7:1-Sieg gegen den TS Woltmershausen drei Tore für die Fürther.

### Vereine in den Niederlanden und den Vereinigten Staaten
Es folgten zwei Spielzeiten beim niederländischen Erstligisten VVV Venlo. Im Herbst 1979 wechselte er zu den Edmonton Drillers, mit denen er in der North American Soccer League, der höchsten Spielklasse in den Vereinigten Staaten, aktiv war. Mannschaftskameraden waren dort die Ex-Fürther Klaus Heinlein und Eduard Kirschner. Für eine Spielzeit kehrte er in die Niederlande zum Zweitligisten FC Volendam zurück. Die letzten drei Spielzeiten bestritt er für die San Diego Sockers in der North American Soccer League, wo er unter anderem mit Volkmar Groß und Gert Wieczorkowski zusammen spielte.

## Erfolge
- UEFA-Pokal-Sieger 1975 (mit Borussia Mönchengladbach)
- Deutscher Meister 1975 (mit Borussia Mönchengladbach)